# Кубанка (Калманський район)
Куба́нка (рос. Кубанка) — селище у складі Калманського району Алтайського краю, Росія. Адміністративний центр Кубанської сільської ради.

## Населення
Населення — 496 осіб (2010; 582 у 2002).
Національний склад (станом на 2002 рік):
- росіяни — 86 %